# Ath Mansour Taourirt
Ath Mansour Taourirt là một đô thị thuộc tỉnh Bouira, Algérie. Dân số thời điểm năm 2002 là 9.283 người.